# Langue des signes de Hong Kong
La langue des signes de Hong Kong est la langue des signes utilisée par une partie des personnes sourdes et de leurs proches en Hong Kong.